# Halocarpus kirkii
Halocarpus kirkii  o Monoao es un árbol del bosque endémico de Nueva Zelanda. Cuando se le ve a la distancia, parece un pequeño kauri en su apariencia total. Puede ser distinguido usualmente por su follaje juvenil, el cual con frecuencia permanece en las ramas más bajas hasta que el árbol crece aproximadamente a 10 metros de alto. El árbol finalmente alcanza una altura de 25 metros, con un tronco de hasta un diámetro de un metro de ancho y una corteza gris-pardusca que tiene una textura rugosa y pustular. La madera café-rojiza es fuerte y durable.
Las hojas de los árboles jóvenes y en las ramas bajas de los árboles adultos son angostas y hasta algún punto aterciopeladas, de hasta 4 cm de largo y 3 mm de ancho. Las hojas adultas son anchas, en forma de escamas y mucho más pequeñas.
No es un árbol común, a veces se le encuentra en bosques bajos hasta una altitud de 700 metros en el norte de la Isla Norte y en la Isla Gran Barrera.